# 8 de desembre
El 8 de desembre és el tres-cents quaranta-dosè dia de l'any del calendari gregorià i el tres-cents quaranta-tresè en els anys de traspàs. Queden 23 dies per finalitzar l'any.

## Esdeveniments
Països Catalans
- 965 - Primera menció documentada de Sant Just Desvern.
- 1066 - Sant Marçal de Montseny: el monestir és erigit en abadia.
- 1348 - Mislata (l'Horta de València): les tropes de Pere III, manades per Lope de Luna, hi derroten els unionistes (batalla de Mislata).
- 1904 - Sabadell: Debuta l'Orfeó de Sabadell.[1]
- 1906 - Barcelona: Margarida Xirgu debuta professionalment al Teatre Romea amb l'obra Mar i Cel, d'Àngel Guimerà, en el paper de Blanca.
- 1919 - Canet de Mar (Maresme): s'inaugura la biblioteca popular, al Passeig de la Misericòrdia, 13.
- 1922 - Barcelona: Primer partit de bàsquet disputat a Espanya, entre el CE Europa i el Club Esportiu Laietà, va guanyar el primer per 8 a 2.[2]
- 1976 - Barcelona: Presentació del Congrés de Cultura Catalana.
- 2006 - Perpinyà: S'inaugura la Gran mesquita de Perpinyà.

Resta del món
- 1829 - a l'Argentina comença el primer govern de Juan Manuel de Rosas.
- 1839 - l'alcalde de Badajoz, José María López y Rastrollo, inaugura el Cementiri de Sant Joan de Badajoz.
- 1854 - a Roma, el papa Pius IX proclama el dogma de la Immaculada Concepció, que sosté que Maria, mare de Jesús de Natzaret, va néixer lliure del pecat original (el pecat que hauria transmès Adam a tota la humanitat).
- 1863 - a Santiago de Xile s'incendia l'església de la Companyia de Jesús.
- 1869 - a la Ciutat del Vaticà comença el Concili Vaticà I.
- 1922 - a Irlanda, es segreguen sis dels comtats de l'Ulster de la zona orient de l'estat lliure d'Irlanda d'acord amb una votació de les "Cambres" de l'Ulster no del "Parlament".
- 1939 - al Perú, Manuel Prado Ugarteche assumeix la presidència.
- 1941 - el Congrés dels Estats Units aprova una declaració de guerra contra Japó, que implica oficialment als Estats Units en la Segona Guerra Mundial. Alemanya declara al seu torn la guerra als Estats Units.
- 2004 - els Estats Units: IBM ven per gairebé 1.000 milions d'euros la divisió d'ordinadors personals a Lenovo, que n'és el primer fabricant xinès.
- 2013 - S'inaugura el pont de l'Amistat entre Brunei i Malàisia a la frontera entre els dos països.[3]
- 2022 - La Unió Europea accepta l'adhesió de Croàcia a l'espai Schengen, a partir de l'1 de gener, però Àustria i els Països Baixos veten les de Romania i Bulgària.

## Naixements
Països Catalans
- 1854 - Girona: Ramon Turró i Darder, fisiòleg i filòsof català. (m. 1926)
- 1861 - Banyuls de la Marenda, Rosselló: Aristides Maillol, escultor, pintor i gravador català.
- 1872 - Barcelona: Adrià Gual i Queralt, dramaturg, escenògraf i empresari teatral català (m. 1943)
- 1897 - Cebolleros, Burgos: Concepción Sáinz-Amor, mestra i pedagoga del Patronal Escolar de Barcelona (m. 1994).[4]
- 1908 - València: Concha Piquer, cantant de copla i actriu valenciana (m. 1990).[5]
- 1912 - Albacete: Balbina Medrano Aranda –Guillermina Supervía–, mestra, primera regidora de l'Ajuntament de València (m. 2005).[6]
- 1915 - Lleida: Pietat Fornesa i Albiñà, pintora catalana (m. 1967).[7]
- 1932 - València: Francisco Tomàs i Valiente, jurista, historiador i escriptor valencià (m. 1996).
- 1935 - Barcelona: Fèlix Millet i Tusell, empresari català (m. 2023).
- 1959 - Barcelona: Ana María Bordas, periodista, ha estat directora de Ràdio Nacional d'Espanya a Catalunya i de TVE a Sant Cugat.[8]
- 1970 - Sant Boi de Llobregat: Magda Bandera, periodista i escriptora catalana.[9]
- 1977 - Sabadell, Vallès Occidental: Toni Padilla Montoliu, periodista esportiu català.
- 1987 - Barcelona: Nil Montserrat, pilot d'automobilisme.

Resta del món
- 65 aC - Venosa: Quint Horaci Flac, poeta líric i satíric romà.
- 1021 - Linchuan (Xina): Wang Anshi (en xinès: 王安石) estadista xinès que va ocupar el càrrec de primer ministre de la Xina sota la dinastia Song (m. 1086).[10]
- 1542 - West Lothian (abans Linlithgowshire): Maria d'Escòcia, també coneguda com a Maria Stuart, reina d'Escòcia (m. 1587).[11]
- 1626 - Estocolm (Suècia): Cristina de Suècia, reina de Suècia del 1632 al 1654 (m. 1689).[12]
- 1719 - Buenache de Alarcón (Espanya): Andrés Marcos Burriel y López, jesuïta, historiador, epigrafista i escriptor il·lustrat (m. 1762).
- 1832 - Kvikne, Noruega: Bjørnstjerne Bjørnson, escriptor noruec, Premi Nobel de Literatura 1903 (m. 1910).
- 1864 - Fère-en-Tardenois, França: Camille Claudel, escultora francesa (m. 1943).[13]
- 1865 - Hämeenlinna, Finlàndia: Jean Sibelius, compositor finlandès (m. 1957).[14]
- 1875 - Gant, Bèlgica: Jeanne (Jenny) Montigny, pintora belga (m. 1937).[15]
- 1886 - Guanajuato, Mèxic: Diego Rivera, muralista mexicà (m. 1957).
- 1919 - Saint Louis (Missouri): Julia Robinson, matemàtica nord-americana (m. 1985).
- 1922 - Berlín: Lucian Freud, pintor realista alemany (m. 2011).[16]
- 1934 - Madrid (Espanya)ː Eloy Gutiérrez Menoyo, guerriller cubà i anticastrista (m. 2012).[17]
- 1936:
  - Hollywood, Califòrnia, Estats Units: David Carradine, actor de cinema nord-americà (m. 2009).[18]
  - Nanquín, Jiangsu (Xina): Zhang Xianliang, assagista, poeta i escriptor xinès (m. 2014).
  - 1936 - Berna, Suïssa: Maja Beutler, escriptora suïssa. (m. 2021)
- 1942 - Bastrop, Louisiana: Bob Love, jugador professional de bàsquet americà.[19] (m. 2024)[20]
- 1943:
  - Melbourne (Florida), Estats Units: Jim Morrison, vocalista i membre del grup The Doors (m. 1971).[21]
  - La Paz, Bolívia: Armando Loaiza, diplomàtic i ministre d'exteriors (2005-2006) bolivià.
- 1946 - Guadalupe, São Tomé i Príncipe: Olinda Beja, poeta, escriptora i narradora en llengua portuguesa.[22]
- 1947 - 
  - Chicago, EUA: Thomas Cech, químic i bioquímic nord-americà, Premi Nobel de Química de l'any 1989.
  - Ithaca, Nova York: Margaret Geller, astrofísica estatunidenca, pionera en cartografia de l'Univers.[23]
- 1948 - Buenos Aires, Argentina: Luis Caffarelli, matemàtic argentí-estatunidenc, Premi Abel de 2023.
- 1953 - Athens, Geòrgia (EUA): Kim Basinger, actriu estatunidenca.[24]
- 1954 - Bata: Regina Mañe Ela, política equatoguineana (m. 2015)
- 1956 - París, França: Pierre Pincemaille, organista i professor francès (m. 2018).
- 1960 - Ankara, Turquia: Zehra İnci Özdil, directora d'orquestra turca.[25]
- 1961 - Santana, São Tomé i Príncipe: Conceição Lima, poeta de São Tomé i Príncipe.[26]
- 1973 - Des Moines, Iowa, Estats Units: Corey Taylor, cantant estatunidenc.
- 1977 - Valença, França: Sébastien Chabal, jugador de rugbi. Dos cops campió del Sis Nacions amb França.[27]

## Necrològiques
Països Catalans
- 1968 - Roma: Higini Anglès i Pàmies, capellà i musicòleg català (n. 1888).
- 1973 - Sabadell (el Vallès Occidental): Maty Mont, artista de varietats catalana.[28]
- 1990 - Barcelona: Helena Valentí, escriptora catalana (n. 1940).[29]
- 1991 - Barcelona: Pau Garsaball i Torrents, actor, empresari i director teatral (n. 1920).
- 2003 - Barcelona: Aurora Díaz-Plaja Contestí, bibliotecària i escriptora catalana (n. 1913).[30]
- 2009 - Ciutat de Mèxic: Anna Maria Pecanins i Aleix, pintora i galerista d'art mexicana d'origen català (n. 1930).[31]
- 2020 - Barcelona: Jordi Nadal i Oller, historiador. Va ser deixeble de Jaume Vicens i Vives (n. 1929).[32]
- 2023 - Lloret de Mar: Itziar Castro, actriu catalana (n. 1977).[33]

Resta del món
- 1793 - París: Marie-Jeanne du Barry, cortesana francesa, amant de Lluís XV (n. 1743).[34]
- 1864 - Ballintemple, Cork (Irlanda): George Boole, matemàtic i filòsof anglès (n. 1811).[35]
- 1894 - Sant Petersburg, Imperi Rus: Pafnuti Txebixov, matemàtic rus (n. 1821).
- 1903 - Brighton, (Gran Bretanya): Herbert Spencer, filòsof i psicòleg anglès (n. 1820).
- 1967 - Puerto Rico: Maria Rodrigo Bellido, pianista i compositora espanyola (n. 1888).[36]
- 1978 - Jerusalem, Israel: Golda Meïr (en hebreu: גּוֹלְדָה מְאִיר),coneguda fins al 1956 com a Golda Meyerson i de nom de naixement Golda Mabovitx, fou la primera ministra d'Israel entre 1969 i 1974 (n. 1898).[37]
- 1980 - Nova York (EUA): John Lennon, músic anglès, component de The Beatles, assassinat per Mark David Chapman (n. 1940).[38]
- 1982 - Ciutat de Mèxic: Encarnación Fuyola, mestra, militant comunista i activista antifeixista, exiliada a Mèxic (n. 1907).[39]
- 1990 - Santa Monica, Califòrnia (EUA): Martin Ritt, director, actor i guionista nord-americà (n. 1914).[40]
- 1994 - Nova York (EUA): Antônio Carlos Jobim, cantautor brasiler (n. 1927).[41]
- 2004 - Columbus, Ohio (EUA): Dimebag Darrell, músic americà, component de Pantera i de Damageplan.[42]
- 2013 - Sussex (Anglaterra): John Cornforth, químic australià, Premi Nobel de Química de l'any 1975 (n. 1917).
- 2018 - Manhattan: Evelyn Berezin, enginyera informàtica americana coneguda per dissenyar un dels primers processadors de text (n. 1925).[43]
- 2020 - Buenos Aires (Argentina)ː Alejandro Sabella, futbolista i entrenador. Va ser el seleccionador argentí de futbol del 2011 al 2014 (n. 1954).[44]
- 2021 - Lima (Perú): Susana Higuchi, política i enginyera japonesa-peruana, primera dama del país entre 1990 i 1994. (n. 1950).[45]

## Festes i commemoracions
- La Puríssima o Immaculada Concepció de la Mare de Déu. És patrona de Castelldefels (el Baix Llobregat), de Callosa de Segura, Benijòfar i Torrevella (el Baix Segura), de Guardiola de Berguedà (el Berguedà), de Sant Marçal (Castellet i la Gornal), el Garraf), de Bocairent, d'Ontinyent i d'Otos (la Vall d'Albaida); d'Espanya, dels Estats Units, de Nicaragua i de l'estat de Mérida (Veneçuela); dels farmacèutics i de la Infanteria Espanyola.
- Fira de la Puríssima a Sant Boi de Llobregat (el Baix Llobregat), Gironella (el Berguedà), Camprodon i Setcases (el Ripollès).
- Dia de la Mare de Déu Fumadora a Arenys de Mar (el Maresme)
- Santoral: sants Macari d'Alexandria (màrtir); Eutiquià I, papa; Romaric de Remiremont, abat; Eucari de Trèveris, bisbe; Ester, reina; Cesària d'Avinyó, abadessa; venerable Sebastián Elorza Arizmendi, agustinià.